# Herrarnas barr i gymnastik vid olympiska sommarspelen 1972
Herrarnas barr i gymnastik vid olympiska sommarspelen 1972 avgjordes den 27 augusti till 1 september i Olympiahalle, München.

## Medaljörer
| Gren           | Guld             | Silver                  | Brons               |
| Herrarnas barr | Sawao Kato Japan | Shigeru Kasamatsu Japan | Eizo Kenmotsu Japan |

## Resultat

### Final
| Placering | Gymnast                 | C     | O     | Kval  | Final | Totalt |
| --------- | ----------------------- | ----- | ----- | ----- | ----- | ------ |
|           | Sawao Kato (JPN)        | 9,600 | 9,750 | 9,675 | 9,800 | 19,475 |
|           | Shigeru Kasamatsu (JPN) | 9,550 | 9,700 | 9,625 | 9,750 | 19,375 |
|           | Eizo Kenmotsu (JPN)     | 9,650 | 9,650 | 9,650 | 9,600 | 19,250 |
| 4         | Viktor Klimenko (URS)   | 9,650 | 9,600 | 9,625 | 9,500 | 19,125 |
| 5         | Akinori Nakayama (JPN)  | 9,600 | 9,650 | 9,625 | 9,250 | 18,875 |
| 6         | Nikolaj Andrianov (URS) | 9,500 | 9,550 | 9,525 | 8,450 | 17,975 |